# الحديقة الرائعة

شعار الحديقة الرائعة

الحديقة الرائعة (بالفرنسية: Jardin remarquable)‏ هي التسمية التي تم إطلاقها في عام 2004 من قبل وزارة الثقافة الفرنسية بدعم من مجلس الحدائق الوطنية .

## التسمية
انها تهدف إلى التعرف وتطوير الحدائق العامة وفتح إلى الحدائق العامة وتبقى كذلك. هذه التسمية تتجاوز الحدائق القديمة، محمية أم لا كلمعالم التاريخية، لتشمل حدائق المجال مؤخرا.
هذه التسمية من الدولة تم منحها مدة 5 سنوات، قابلة للتجديد ومراجعة.